# Plouguenast
 (juin 2010).
Améliorez-le ou discutez des points à vérifier. 
Plouguenast [plugna] est une ancienne commune du département des Côtes-d'Armor, dans la région Bretagne, en France.

## Géographie
La commune de Plouguenast se situe en Centre Bretagne dans le département des Côtes-d'Armor, près de Loudéac.
La commune de Plouguenast a une superficie de 3 512 hectares pour une population de 1 853 habitants (recensement de 2009) dont près de 800 agglomérés. Plouguenast est une petite commune rurale.
Plouguenast fait partie du canton de Guerlédan.
La commune se situe à 35 km de Saint-Brieuc, 30 km de Lamballe, 12 km de Loudéac. Plouguenast a une forte demande de locatifs.
La commune de Plouguenast est bien desservie, puisqu'on peut y aller par 3 routes départementales :
- Loudéac ⇔ Lamballe
- Uzel ⇔ Plouguenast
- Plœuc-sur-Lié ⇔ Plouguenast

La commune est traversée par la rivière "Le Lié".

## Toponymie
Le nom de la localité est attesté sous les formes Plougounas en 1269, Parochia de Ploingonnas en 1273, Plogonoas en 1279 et en 1323, Plougonneas vers 1330, Pleoucgonouas et Plougonnas en 1426, Ploucgonouas en 1427, Plougonnas en 1480, Ploeouguenas en 1516, Ploeguenast en 1536, Plougonas en 1583, Plouguenas et Plouguenasten 1610.
Plouguenast vient du breton ploe (paroisse) et de Saint-Gast (moine venu d'Irlande), ou encore du vieux breton Cunwas.
Pyeugu'nâ en gallo.

## Histoire

### Le Néolithique
Les premières traces d’occupation du site remontent au Néolithique comme l’atteste la découverte d’un tumulus et d’une enceinte elliptique.

### Le Moyen Âge
À l’époque médiévale, le nom de Plouguenast apparaît dans un acte de vente de 1273, conjointement à ceux des villages de Pontgamp et de la Bernardaie. Le fief de Pontgamp relève alors de la vicomté de Rohan. En 1426, la paroisse dépend du diocèse de Saint-Brieuc et relève de la Châtellenie de Moncontour.

### L'Époque moderne
La première municipalité est élue en 1790 et au cours de 1796, des Chouans détruisent la maison communale et les archives. En 1799, des nobles sont arrêtés pour servir d’otages.
Le chef-lieu de la commune est transféré en 1835 au village de La Bernardaie, près de Pontgamp.
Les métiers et le commerce de la toile se développent au XIXe siècle. Les landes sont défrichées et cultivées à cette même époque. Durant la Seconde Guerre mondiale, la commune est un lieu de résistance. Aujourd’hui, l’activité économique de Plouguenast se concentre sur l’agriculture.

### LeXXesiècle

#### Les guerres duXXesiècle
Le monument aux morts porte les noms de 137 soldats morts pour la Patrie :
- 115 sont morts durant la Première Guerre mondiale ;
- 20 sont morts durant la Seconde Guerre mondiale ;
- 1 est mort durant la guerre d'Algérie ;
- 1 est mort durant la guerre d'Indochine.

Né en 1925 à Plouguenast (ses parents y étaient instituteurs), Yves Salaün était étudiant au lycée Anatole Le Braz à Saint-Brieuc. Avec trois autres camarades du lycée (Pierre Le Cornec, Pierre Jouany et Georges Geffroy), ils tentèrent de dérober par la force à un soldat allemand une sacoche contenant des documents. L'affaire tourna mal et ils furent contraints de l'abattre. Après dénonciation, les quatre lycéens furent arrêtés et affreusement torturés. Ils furent fusillés le 21 février 1944 au Mont-Valérien. Yves Salaün avait 19 ans.

### LeXXIesiècle

#### Administration territoriale
Le 1er janvier 2019, la commune fusionne avec Langast pour former la commune nouvelle de Plouguenast-Langast dont la création est actée par un arrêté préfectoral du 19 octobre 2018.

## Politique et administration
| Période                                  | Période               | Identité            | Étiquette             | Qualité                                                                       |
| ---------------------------------------- | --------------------- | ------------------- | --------------------- | ----------------------------------------------------------------------------- |
| Les données manquantes sont à compléter. |                       |                     |                       |                                                                               |
| décembre 1919                            | 1940                  | Alain Gallais       | Républicain démocrate | Conseiller d'arrondissement (? → 1940)                                        |
| Les données manquantes sont à compléter. |                       |                     |                       |                                                                               |
| septembre 1944                           | mai 1945              | Alain Gallais       |                       |                                                                               |
| mai 1945                                 | octobre 1947          | Yves Perrot         | Rép.ind.              |                                                                               |
| octobre 1947                             | mai 1953              | Jean Laubé (?-1964) |                       | Agriculteur, adjoint au maire (1953 → 1964)                                   |
| mai 1953                                 | mai 1972 (démission)  | Jean Morin          | DVD                   | Intendant général retraité Conseiller général de Plouguenast (1958 → 1970)    |
| mai 1972                                 | mars 1983             | Joseph Rault        |                       |                                                                               |
| mars 1983                                | novembre 1997 (décès) | Lucien Boscher      | UDF-CDS               | Vétérinaire Conseiller général de Plouguenast (1982 → 1994)                   |
| janvier 1998                             | 1999 (démission)      | Francis Guinard     |                       | Retraité de La Poste, ancien 1er adjoint                                      |
| février 1999                             | 31 décembre 2018      | Ange Helloco        | DVG                   | Comptable, ancien 1er adjoint Conseiller général de Plouguenast (2008 → 2015) |

## Héraldique
| Blason | Blasonnement : De gueules au sautoir d'or. |

## Démographie
L'évolution du nombre d'habitants est connue à travers les recensements de la population effectués dans la commune depuis 1793. Pour les communes de moins de 10 000 habitants, une enquête de recensement portant sur toute la population est réalisée tous les cinq ans, les populations de référence des années intermédiaires étant quant à elles estimées par interpolation ou extrapolation. Pour la commune, le premier recensement exhaustif entrant dans le cadre du nouveau dispositif a été réalisé en 2005.

En 2016, la commune comptait 1 855 habitants, en évolution de +0,49 % par rapport à 2010 (Côtes-d'Armor : +1,78 %, France hors Mayotte : +2,11 %).
| 1793  | 1800  | 1806  | 1821  | 1831  | 1836  | 1841  | 1846  | 1851  |
| ----- | ----- | ----- | ----- | ----- | ----- | ----- | ----- | ----- |
| 3 394 | 3 189 | 3 186 | 3 659 | 4 048 | 3 985 | 3 622 | 3 909 | 3 727 |

| 1856  | 1861  | 1866  | 1872  | 1876  | 1881  | 1886  | 1891  | 1896  |
| ----- | ----- | ----- | ----- | ----- | ----- | ----- | ----- | ----- |
| 3 669 | 3 603 | 3 619 | 3 489 | 3 510 | 3 210 | 3 228 | 3 264 | 3 163 |

| 1901  | 1906  | 1911  | 1921  | 1926  | 1931  | 1936  | 1946  | 1954  |
| ----- | ----- | ----- | ----- | ----- | ----- | ----- | ----- | ----- |
| 3 076 | 2 955 | 2 969 | 2 691 | 2 616 | 2 513 | 2 413 | 2 398 | 2 139 |

| 1962  | 1968  | 1975  | 1982  | 1990  | 1999  | 2005  | 2006  | 2010  |
| ----- | ----- | ----- | ----- | ----- | ----- | ----- | ----- | ----- |
| 2 041 | 1 943 | 1 865 | 1 821 | 1 781 | 1 719 | 1 773 | 1 785 | 1 846 |

| 2015  | 2016  | - | - | - | - | - | - | - |
| ----- | ----- | - | - | - | - | - | - | - |
| 1 844 | 1 855 | - | - | - | - | - | - | - |

## Lieux et monuments

### Église Saint-Pierre (XVIe–XIXesiècle) dite du Vieux-Bourg
Cet édifice est reconstruit à l'emplacement de l'église primitive au cours du XVe siècle. La nef remonte au XVIe siècle, comme les vitraux, tandis que les bras du transept, le chœur et la sacristie ont été construits au XVIIe siècle, et le porche sud-est au XVIIIe siècle. Sous l'Ancien Régime, le cœur de la commune était le quartier actuel du Vieux-Bourg, organisé autour de l'église symbole de puissance vis-à-vis des autres villages ne possédant qu'une chapelle. Mais après la Révolution, l'église du Vieux-Bourg étant en ruine, le conseil municipal décide d'abandonner cet édifice pour en construire un autre à la Bernardaie, également dédié à saint Pierre. Le chantier est lancé en 1834, mais la population se déchaîne, les gendarmes doivent protéger les maçons et les habitants vont défaire leur travail pendant la nuit. La construction dure neuf ans, mais les paroissiens mettent un siècle avant d'accepter ce changement. Le 6 février 1926, l'église est inscrite au titre des monuments historiques.
Cette église du Vieux-Bourg fait actuellement l'objet d'un programme de restauration en trois tranches ; la première tranche de travaux a été terminée au printemps 2008. Le financement est assuré par la Commune, l'État (via la Conservation régionale des Monuments historiques Bretagne), le Département et la Région.

### Église Saint-Pierre-et-Saint-Paul (XIXesiècle)
En 1804, le conseil municipal constate l'état de vétusté de l'ancienne église paroissiale et décide sa reconstruction. Malgré l'opposition du préfet et des habitants, la nouvelle église est construite entre 1835 et 1853. Elle comporte une nef de type basilical à trois vaisseaux et une tour-clocher.

### Autres monuments
- Le manoir de la Touche-Brandineuf de la fin du XVe siècle, inscrit en 1926 au titre des monuments historiques[14]. Le projet initial, probablement jamais réalisé, prévoyait un bâtiment plus long. Une coursière en bois en encorbellement, qui a laissé de nombreuses traces sur l'édifice, courait sur sa façade[15]. À l'intérieur, la grande cuisine compte plusieurs cheminées dont une côtoie une armoire murale[16].

## Enseignement
À Plouguenast, il existe une école maternelle et primaire publique sur deux sites (Langast et Plouguenast)résultant du regroupement pédagogique mis en place après le retrait de Gausson. Une école maternelle et primaire privée St-Pierre et le collège St-Joseph.

## Vie de la commune
À Plouguenast, plusieurs évènements annuels accentuent la notoriété de la commune. La Fête du Pain et des Battages qui réunit 3 000 personnes autour de diverses animations (Pain à l'ancienne, Exposition d'anciens outils, Beurre et cidre à l'ancienne...). Il y a également le Festival L'EKLECTiSON (2 000 personnes en 2011) organisé par l'Association L'Yer Mat.

## Personnalités liées à la commune
- Jean Leuduger, né à Plérin le 9 novembre 1649, après avoir voyagé en Italie, fut ordonné prêtre à 25 ans. Il exerça une grande influence comme prédicateur ; nommé curé de Plouguenast, il poursuivit une activité missionnaire dans le diocèse de Saint-Brieuc, s'occupa de la formation des prêtres et rédigea plusieurs livres, notamment "Catéchisme du diocèse de Saint-Brieuc. Il meurt le 16 janvier 1722.
- Dom Claude-Marie de La Fruglaye de Lanfossso, moine cistercien, abbé de Prières (Morbihan), vicaire général de l'ordre de Cîteaux (1741-1764).
- Mathieu Loyson de La Rondinière (1710-1773), corsaire français, est décédé à Plouguenast.
- Dom Alexis Presse (1883-1965), natif de Plouguenast, moine cistercien, profès de l'abbaye de Timadeuc (Morbihan), abbé de Tamié (Savoie), puis restaurateur et abbé de l'abbaye de Boquen
- Lucien Rault (né en 1936), athlète français, est né à Plouguenast.

### Collège Saint-Joseph
Le collège Saint-Joseph compte environ 180 élèves répartis en 2 classes de 6e, 2 classes de 5e, 2 classes de 4e et 2 classes de 3e. Les cours ont lieu de 8 h 20 à 16 h 40.